# Muzio Colonna
Muzio Colonna (12 de agosto de 1596 – 5 de setembro de 1632) foi um prelado católico romano que serviu como bispo de Marsi (1629–1632).

## Biografia
Muzio Colonna nasceu a 12 de agosto de 1596 em Roma, na Itália. No dia 17 de setembro de 1629, foi nomeado durante o papado de Urbano VI como Bispo de Marsi. A 13 de dezembro de 1629, foi consagrado bispo por Carlo Emmanuele Pio di Savoia, cardeal-bispo de Albano, com Alessandro Filonardi, bispo de Aquino, e Ranuccio Scotti Douglas, bispo de Borgo San Donnino, servindo como co-consagradores. Serviu como Bispo de Marsi até à sua morte a 5 de setembro de 1632.